# Kalyptrogen
Kalyptrogen (Calyptrogen) ist eine Zone des Apikalmeristems des Wurzelscheitels. Aus dieser Zone gehen die Zellen der Wurzelhaube (Kalyptra oder Calyptra) hervor.
Das Kalyptrogen ist aber nur bei bestimmten Pflanzen vorhanden (z. B. bei Gräsern). Andernfalls geht die Wurzelhaube und zudem auch das Protoderm von einer Zone des Apikalmeristems hervor, welche Dermatokalyptrogen genannt wird (bei fast allen Eudikotyledonen).